# Il tamburino sardo (film 1915)
Il tamburino sardo è un film del 1915 diretto da Vittorio Rossi Pianelli.
È il quarto episodio del serial cinematografico Cuore (1915-1916), in cui due attori bambini, Ermanno Roveri e Luigi Petrungaro, si alternano come protagonisti dei nove racconti mensili del romanzo di Edmondo De Amicis. Qui è il turno di Luigi Petrungaro, interprete anche di La piccola vedetta lombarda, L'infermiere di Tata e Sangue romagnolo, mentre a Ermanno Roveri furono affidati Il piccolo patriota padovano, Il piccolo scrivano fiorentino, Valor civile, Dagli Appennini alle Ande e Naufragio..
L'episodio Il tamburino sardo è tra i più rappresentati tra i racconti mensili del libro Cuore. Luigi Petrungaro nel 1915 è parte di una lunga serie di attori bambini che si sono succeduti nel ruolo del piccolo protagonista nei numerosi adattamenti cinematografici e televisivi: prima di lui l'episodio era già stato impersonato da un anonimo interprete nel 1911, seguiti quindi da Enzo Cerusico (1952), Renato Cestiè (1973), Matteo Pellarin (1984), e Luca Bardella (2001).

## Produzione
Il film fu prodotto in Italia da Gloria Film.

## Distribuzione
Fu distribuito da Gloria Film nelle sale cinematografiche italiane nell'aprile 1915.